# Roger-Bernard de Périgord

Wappen

Roger-Bernard de Périgord (* etwa 1299; † 1361) war ein französischer Adeliger und Graf von Périgord zwischen 1336 und 1361.

## Leben
Als zweiter Sohn von Hélie IX. de Périgord und von Brunissende de Foix erhielt er den Vornamen seines Großvaters mütterlicherseits, Roger-Bernard III. de Foix. Er trat 1334 die Nachfolge seines älteren Bruders Archambaud IV. an, der ohne Nachkommen starb.
Sein anderer Bruder, Hélie, war bereits Bischof und stieg 1331 unter Papst Johannes XXII. zum Kardinal auf. Ihre Schwester Agnès wurde durch Heirat Herzogin von Durazzo.
Zwischen 1334 und 1340 versuchte er die Herrschaft Bergerac gegen Mathe D’Albret zu verteidigen. Die Herrschaft stammte aus dem Erbe der Frau seines älteren Bruders.
Mit Beginn des Hundertjährigen Krieges wurde Périgord regelmäßig angegriffen, insbesondere 1345 von Henry, Earl of Derby.
1356 war Roger-Bernard mit dem Chevauchée von Edward, dem schwarzen Prinzen, konfrontiert, die dann in Périgueux einmarschierte. Im Anschluss kam es zur Schlacht von Poitiers und der französische König von Johann II. unterlag.
Im Frieden von Brétigny 1360 kam Périgord unter die Souveränität des Königs von England.

### Heirat und Nachkommen
Am 3. Februar 1339 heiratete er Éléonore de Vendôme († um 1350), Tochter von Bouchard VI. und Alix de Bretagne, sie hatten sechs Kinder:
- Archambaud V. von Périgord († 1398), Graf von Périgord
- Talleyrand von Périgord († 1371), Herr von Bergerac
- Jeanne de Périgord († 1366), Ehefrau von Johann II. d’Armagnac
- Hélène de Périgord, unverheiratet
- Éléonore de Périgord, Ehefrau von Gaillard de Durfort, Seigneur de Duras
- Marguerite de Périgord, Ehefrau von Renaud VI. de Pons